# Boothanahalli, Piriyapatna
Boothanahalli là một làng thuộc tehsil Piriyapatna, huyện Mysore, bang Karnataka, Ấn Độ.